# (7968) Elst-Pizarro
(7968) Elst-Pizarro es un objeto dual, cometa y asteroide a la vez, perteneciente al cinturón de asteroides entre Marte y Júpiter. Inicialmente clasificado como cometa debido a la coma que presentaba; sus características orbitales le han reclasificado también como asteroide. Por este motivo tiene dos denominaciones (7968) Elst-Pizarro como asteroide y 133P/Elst-Pizarro como cometa.
Al estar considerado como un objeto dual, las observaciones astrométricas deben informarse bajo su designación como asteroide.

## Descubrimiento y denominación
Fue descubierto el 14 de julio de 1996 por Eric Walter Elst y Guido Pizarro desde el Observatorio de La Silla, en La Serena, Chile y clasificado como cometa. Sin embargo, el análisis de su órbita determinó que ya había sido observado previamente en 1979, considerado como asteroide y designado provisionalmente como 1979 OW7, en placas tomadas ese año por Schelte John Bus y en 1985 por Robert H. McNaught desde el Observatorio de Siding Spring en Australia.
Al ser informado su descubrimiento como cometa, y de acuerdo a la costumbre de denominación de estos objetos, recibió el nombre de sus descubridores. Al ser reclasificado como asteroide mantuvo su nombre a pesar de que en el caso de los asteroides, al contrario de lo que sucede con los cometas, raramente reciben el nombre de sus descubridores.

## Características
La órbita de este cuerpo es la típica de un asteroide del exterior del cinturón de asteroides entre Marte y Júpiter con un semieje mayor de 3.16 UA, bajas excentricidad e inclinación y un parámetro de Tisserand de mayor de 3. Concretamente se le ha incluido en la familia Temis. Sin embargo la actividad cometaria observada por primera vez en 1996, y después en otros objetos similares descubiertos posteriormente como 176P/LINEAR, ha llevado a la definición de un nuevo grupo de objetos conocido como Cometas del Cinturón de Asteroides (en inglés:Main Belt Comets, o también conocidos por su acrónimo: MBCs).
Se le ha medido un periodo de rotación de 3,471 horas, lo que hace de él el núcleo cometario de rotación más rápida de entre aquellos en los que se ha podido medir, aunque no es tan extraordinario entre asteroide similares en tamaño, particularmente (1943) Anteros que tiene un periodo de rotación de 2.86 horas. Una rápida rotación como ésta trae consigo fuertes tensiones internas estructurales ocasionadas por la aceleración centrípeta que debe soportar. Se estima que la densidad que debe tener el núcleo para mantenerse entero bajo estas condiciones es de 1.300 kg/m³.
De observaciones del objeto realizadas entre 2003 y 2008 desde distintos observatorios astronómicos en tierra y el telescopio espacial Spitzer se ha determinado que tiene un radio efectivo de 1,9 ± 0,3 km, con unos semiejes estimados en 2,3 km el mayor y 1,6 el menor y un albedo geométrico 0,05 ± 0,02. Este bajo albedo es típico de otros asteroides de la familia Temis, que son asteroides de tipo C, pero también de los núcleos de cometas activos, por esta razón aunque se especula con que la familia Temis pueda albergar otros objetos similares a éste, el albedo no parece que pueda ser una herramienta que ayude a dilucidar en que región del Sistema solar, interno o externo, está su origen.

## Origen del fenómeno cometario
En un primer momento tras su descubrimiento en 1996, la actividad cometaria fue achacada a un impacto que el asteroide hubiese recibido recientemente y que habría emitido al espacio polvo proveniente de él. Esta hipótesis fue abandonada cuando el mismo fenómeno fue observado entre agosto y diciembre de 2002.